# Carlos Lalín
Carlos Lalín Novoa (4 de agosto de 1970, Caracas, Venezuela), es un fisioterapeuta y readaptador deportivo venezolano.

## Carrera
Vivió en Caracas, Venezuela, hasta los catorce años antes de partir a España. Desde 1999, Carlos Lalín se ha convertido en un referente de la readaptación fisíca. Es licenciado en educación física, poseyendo diplomas en fisioterapia executive, actividad física y deportes y fisioterapia en la Universidad de La Coruña y en la Universidad Europea de Madrid.
Fue el pionero para que esta disciplina se desempeñara de forma permanente dentro del Deportivo La Coruña, y tras diez años en el club, Valter Di Salvo, le propuso incorporarse a la disciplina del Real Madrid. Durante esa etapa, concedió con el técnico portugués José Mourinho, quien luego lo llevaría con él al Chelsea Football Club en 2014. Posteriormente el mismo José Mourinho pediría a Lalín que lo acompañara en su paso por el Manchester United en 2016. Cuando José Mourinho fichó por el Tottenham, Lalín formó parte de su personal técnico como preparador físico, hasta que el cuerpo técnico fue despedido.